# رشته‌کوه انجمن سلطنتی
رشته‌کوه انجمن سلطنتی (انگلیسی: Royal Society Range) رشته‌کوهی بزرگ در سرزمین ویکتوریا در جنوبگان است که کوه لیستر با ارتفاع ۴٬۰۲۵ متر بلندترین قله آن به‌شمار می‌رود. کوه لیستر در کرانه شرقی دریاراه مک‌موردو و میان یخچال‌های کوتلیتز، شکلتون و فرار قرار دارد. یخچال آلیسون دیگر عارضه مهم این منطقه است که از دامنه‌های غربی رشته‌کوه انجمن سلطنتی به سمت یخچال شکلتون کشیده شده‌است.

## اکتشاف و نام‌گذاری
این رشته‌کوه احتمالاً نخستین‌بار توسط جیمز کلارک راس در سال ۱۸۴۱ دیده شده‌است. رابرت فالکون اسکات این رشته‌کوه را کاوش کرد و آن را به نام انجمن سلطنتی و قله‌های آن را به نام تعدادی از اعضای انجمن نام‌گذاری کرد. برای نمونه کوه لیستر به نام جوزف لیستر که از ۱۸۹۵ تا ۱۹۰۰ رئیس انجمن پادشاهی بود نام‌گذاری شده‌است. انجمن سلطنتی پشتیبانی مالی مأموریت‌های اکتشافی را بر عهده داشت و اعضای آن عضو کمیته سازمان‌دهی مأموریت بودند.